# 潜江剧院
30°25′26″N 112°53′09″E / 30.42397°N 112.88597°E
潜江剧院，位于中华人民共和国湖北省潜江市江汉路9号，是当地的一个公立剧院。剧院西侧为南门河游园。

## 沿革
潜江剧院隶属于潜江市文化局。1984年，当地政府拆除潜江剧场，并在江汉路东侧修建潜江剧院，1986年完工，为钢筋结构建筑。1988年潜江县升级为潜江市。7月18日，潜江市成立大会在潜江剧院举行，首任市长罗心华作讲话。2004年，当地政府对剧院进行改造。